# 1958-as labdarúgó-világbajnokság (2. csoport)
Az 1958-as labdarúgó-világbajnokság 2. csoportjának mérkőzéseit június 8. és június 15. között játszották. A csoportban Franciaország, Jugoszlávia, Skócia és Paraguay szerepelt.
Pontegyenlőség esetén a második és a harmadik helyezett játszott még egyszer egymás ellen. Ha az első és a második helyezett között alakult ki pontegyenlőség, akkor a gólkülönbség döntötte el a csoportelsőség kérdését. A csoportból Franciaország és Jugoszlávia jutott tovább az első két helyen. A mérkőzéseken összesen 31 gól esett. 

## Végeredmény
| Csapat        | M | Gy | D | V | Lg | Kg | Gk | P |
| ------------- | - | -- | - | - | -- | -- | -- | - |
| Franciaország | 3 | 2  | 0 | 1 | 11 | 7  | +4 | 4 |
| Jugoszlávia   | 3 | 1  | 2 | 0 | 7  | 6  | +1 | 4 |
| Paraguay      | 3 | 1  | 1 | 1 | 9  | 12 | –3 | 3 |
| Skócia        | 3 | 0  | 1 | 2 | 4  | 6  | –2 | 1 |

## Mérkőzések

### Franciaország – Paraguay
| 1958. június 8. 19:00 |

| Franciaország                                                         | 7–3               | Paraguay                               |
| --------------------------------------------------------------------- | ----------------- | -------------------------------------- |
| Fontaine 24' 30' 67' Piantoni 52' Wisniewski 61' Kopa 70' Vincent 83' | (2–2) Jegyzőkönyv | Amarilla 20' 44' (11-esből) Romero 50' |

| Malmö Stadion, Malmö Nézőszám: 16 500 Játékvezető: Juan Gardeazabal (spanyol) Asszisztensek: Mervyn Griffiths (walesi), Juan Brozzi (argentin) |

| Franciaország | Paraguay |

| GK                   | 3  | François Remetter   |
| DF                   | 4  | Raymond Kaelbel     |
| DF                   | 5  | André Lerond        |
| DF                   | 13 | Armand Penverne     |
| MF                   | 10 | Robert Jonquet      |
| MF                   | 12 | Jean-Jacques Marcel |
| FW                   | 22 | Maryan Wisniewski   |
| FW                   | 18 | Raymond Kopa        |
| FW                   | 17 | Just Fontaine       |
| FW                   | 20 | Roger Piantoni      |
| FW                   | 21 | Jean Vincent        |
| Szövetségi kapitány: |    |                     |
| Albert Batteux       |    |                     |

| GK                   | 1  | Ramón Mayeregger     |
| DF                   | 2  | Edelmiro Arévalo     |
| DF                   | 17 | Agustín Miranda      |
| DF                   | 4  | Ignacio Achúcarro    |
| MF                   | 3  | Juan Vicente Lezcano |
| MF                   | 5  | Salvador Villalba    |
| FW                   | 7  | Juan Bautista Agüero |
| FW                   | 8  | José Parodi          |
| FW                   | 9  | Jorge Lino Romero    |
| FW                   | 21 | Cayetano Ré          |
| FW                   | 11 | Florencio Amarilla   |
| Szövetségi kapitány: |    |                      |
| Aurelio González     |    |                      |

### Jugoszlávia – Skócia
| 1958. június 8. 19:00 |

| Jugoszlávia  | 1–1               | Skócia     |
| ------------ | ----------------- | ---------- |
| Petaković 6' | (1–0) Jegyzőkönyv | Murray 49' |

| Arosvallen, Västerås Nézőszám: 9 500 Játékvezető: Raymon Wyssling (svájci) Asszisztensek: Vincenzo Orlandini (olasz), Martin Macko (csehszlovák) |

| Jugoszlávia | Skócia |

| GK                   | 1  | Vladimir Beara       |
| DF                   | 3  | Vasilije Šijaković   |
| DF                   | 4  | Tomislav Crnković    |
| DF                   | 6  | Branko Zebec         |
| MF                   | 8  | Dobrosav Krstić      |
| MF                   | 9  | Vujadin Boškov       |
| FW                   | 12 | Aleksandar Petaković |
| FW                   | 13 | Todor Veselinović    |
| FW                   | 7  | Miloš Milutinović    |
| FW                   | 15 | Dragoslav Šekularac  |
| FW                   | 17 | Zdravko Rajkov       |
| Szövetségi kapitány: |    |                      |
| Aleksandar Tirnanić  |    |                      |

| GK                   | 1  | Tommy Younger  |
| DF                   | 4  | Eric Caldow    |
| DF                   | 5  | John Hewie     |
| DF                   | 9  | Bobby Evans    |
| MF                   | 8  | Eddie Turnbull |
| MF                   | 12 | Doug Cowie     |
| FW                   | 14 | Graham Leggat  |
| FW                   | 16 | Jimmy Murray   |
| FW                   | 17 | Jackie Mudie   |
| FW                   | 19 | Bobby Collins  |
| FW                   | 21 | Stewart Imlach |
| Szövetségi kapitány: |    |                |
| Dawson Walker        |    |                |

### Jugoszlávia – Franciaország
| 1958. június 11. 19:00 |

| Jugoszlávia                       | 3–2               | Franciaország   |
| --------------------------------- | ----------------- | --------------- |
| Petaković 16' Veselinović 63' 88' | (1–1) Jegyzőkönyv | Fontaine 4' 85' |

| Arosvallen, Västerås Nézőszám: 12 000 Játékvezető: Mervyn Griffiths (walesi) Asszisztensek: Raymon Wyssling (svájci), Georg Dragvoll (norvég) |

| Jugoszlávia | Franciaország |

| GK                   | 1  | Vladimir Beara       |
| DF                   | 5  | Novak Tomić          |
| DF                   | 4  | Tomislav Crnković    |
| DF                   | 6  | Branko Zebec         |
| MF                   | 8  | Dobrosav Krstić      |
| MF                   | 9  | Vujadin Boškov       |
| FW                   | 12 | Aleksandar Petaković |
| FW                   | 13 | Todor Veselinović    |
| FW                   | 7  | Miloš Milutinović    |
| FW                   | 15 | Dragoslav Šekularac  |
| FW                   | 17 | Zdravko Rajkov       |
| Szövetségi kapitány: |    |                      |
| Aleksandar Tirnanić  |    |                      |

| GK                   | 3  | François Remetter |
| DF                   | 4  | Raymond Kaelbel   |
| DF                   | 6  | Roger Marche      |
| DF                   | 13 | Armand Penverne   |
| MF                   | 10 | Robert Jonquet    |
| MF                   | 5  | André Lerond      |
| FW                   | 22 | Maryan Wisniewski |
| FW                   | 18 | Raymond Kopa      |
| FW                   | 17 | Just Fontaine     |
| FW                   | 20 | Roger Piantoni    |
| FW                   | 21 | Jean Vincent      |
| Szövetségi kapitány: |    |                   |
| Albert Batteux       |    |                   |

### Paraguay – Skócia
| 1958. június 11. 19:00 |

| Paraguay                    | 3–2               | Skócia                |
| --------------------------- | ----------------- | --------------------- |
| Agüero 4' Ré 45' Parodi 73' | (2–1) Jegyzőkönyv | Mudie 24' Collins 74' |

| Idrottsparken, Norrköping Nézőszám: 12 000 Játékvezető: Vincenzo Orlandini (olasz) Asszisztensek: Juan Gardeazabal (spanyol), Bengt Andrén (svéd) |

| Paraguay | Skócia |

| GK                   | 12 | Samuel Aguilar       |
| DF                   | 2  | Edelmiro Arévalo     |
| DF                   | 6  | Eligio Echagüe       |
| DF                   | 4  | Ignacio Achúcarro    |
| MF                   | 3  | Juan Vicente Lezcano |
| MF                   | 5  | Salvador Villalba    |
| FW                   | 7  | Juan Bautista Agüero |
| FW                   | 8  | José Parodi          |
| FW                   | 9  | Jorge Lino Romero    |
| FW                   | 21 | Cayetano Ré          |
| FW                   | 11 | Florencio Amarilla   |
| Szövetségi kapitány: |    |                      |
| Aurelio González     |    |                      |

| GK                   | 1  | Tommy Younger    |
| DF                   | 3  | Alex Parker      |
| DF                   | 4  | Eric Caldow      |
| DF                   | 9  | Bobby Evans      |
| MF                   | 8  | Eddie Turnbull   |
| MF                   | 12 | Doug Cowie       |
| FW                   | 14 | Graham Leggat    |
| FW                   | 17 | Jackie Mudie     |
| FW                   | 19 | Bobby Collins    |
| FW                   | 20 | Archie Robertson |
| FW                   | 22 | Willie Fernie    |
| Szövetségi kapitány: |    |                  |
| Dawson Walker        |    |                  |

### Franciaország – Skócia
| 1958. június 15. 19:00 |

| Franciaország             | 2–1               | Skócia    |
| ------------------------- | ----------------- | --------- |
| Piantoni 22' Fontaine 44' | (2–0) Jegyzőkönyv | Baird 58' |

| Eyravallen, Örebro Nézőszám: 13 500 Játékvezető: Juan Brozzi (argentin) Asszisztensek: Vincenzo Orlandini (olasz), Raymon Wyssling (svájci) |

| Franciaország | Skócia |

| GK                   | 1  | Claude Abbes        |
| DF                   | 4  | Raymond Kaelbel     |
| DF                   | 5  | André Lerond        |
| DF                   | 13 | Armand Penverne     |
| MF                   | 10 | Robert Jonquet      |
| MF                   | 12 | Jean-Jacques Marcel |
| FW                   | 22 | Maryan Wisniewski   |
| FW                   | 18 | Raymond Kopa        |
| FW                   | 17 | Just Fontaine       |
| FW                   | 20 | Roger Piantoni      |
| FW                   | 21 | Jean Vincent        |
| Szövetségi kapitány: |    |                     |
| Albert Batteux       |    |                     |

| GK                   | 2  | Bill Brown     |
| DF                   | 4  | Eric Caldow    |
| DF                   | 5  | John Hewie     |
| DF                   | 9  | Bobby Evans    |
| MF                   | 8  | Eddie Turnbull |
| MF                   | 11 | Dave Mackay    |
| FW                   | 19 | Bobby Collins  |
| FW                   | 16 | Jimmy Murray   |
| FW                   | 17 | Jackie Mudie   |
| FW                   | 13 | Sammy Baird    |
| FW                   | 21 | Stewart Imlach |
| Szövetségi kapitány: |    |                |
| Dawson Walker        |    |                |

### Paraguay – Jugoszlávia
| 1958. június 15. 19:00 |

| Paraguay                         | 3–3               | Jugoszlávia                               |
| -------------------------------- | ----------------- | ----------------------------------------- |
| Parodi 20' Agüero 52' Romero 80' | (1–2) Jegyzőkönyv | Ognjanović 18' Veselinović 21' Rajkov 73' |

| Tunavallen, Eskilstuna Nézőszám: 12 000 Játékvezető: Martin Macko (csehszlovák) Asszisztensek: Mervyn Griffiths (walesi), Juan Gardeazabal (spanyol) |

| Paraguay | Jugoszlávia |

| GK                   | 12 | Samuel Aguilar       |
| DF                   | 2  | Edelmiro Arévalo     |
| DF                   | 6  | Eligio Echagüe       |
| DF                   | 4  | Ignacio Achúcarro    |
| MF                   | 3  | Juan Vicente Lezcano |
| MF                   | 5  | Salvador Villalba    |
| FW                   | 7  | Juan Bautista Agüero |
| FW                   | 8  | José Parodi          |
| FW                   | 9  | Jorge Lino Romero    |
| FW                   | 21 | Cayetano Ré          |
| FW                   | 11 | Florencio Amarilla   |
| Szövetségi kapitány: |    |                      |
| Aurelio González     |    |                      |

| GK                   | 1  | Vladimir Beara       |
| DF                   | 5  | Novak Tomić          |
| DF                   | 4  | Tomislav Crnković    |
| DF                   | 6  | Branko Zebec         |
| MF                   | 8  | Dobrosav Krstić      |
| MF                   | 9  | Vujadin Boškov       |
| FW                   | 12 | Aleksandar Petaković |
| FW                   | 13 | Todor Veselinović    |
| FW                   | 19 | Radivoje Ognjanović  |
| FW                   | 15 | Dragoslav Šekularac  |
| FW                   | 17 | Zdravko Rajkov       |
| Szövetségi kapitány: |    |                      |
| Aleksandar Tirnanić  |    |                      |